# دان ويليس
دان ويليس (بالإنجليزية: Dan Willis)‏ (31 ديسمبر 1967، واشنطن العاصمة في الولايات المتحدة)؛ روائي أمريكي.